# 妙光寺 (江戸川区江戸川)
妙光寺（みょうこうじ）は、東京都江戸川区にある日蓮宗の寺院。

## 概要
元亀年間（1570年 – 1573年）、日能（1585年寂）によって開山された。旧本山は妙勝寺。
境内には、七面殿があり、葛西沖で漁師が引き上げたという七面大明神「海中出現七面大明神」が安置され、守護神として漁師を始めとする多くの人々の崇敬を集めている。

## 文化財
- 木造日蓮聖人坐像　附・台座板墨書（文禄三年) - 江戸川区登録有形文化財・彫刻、昭和57年2月8日告示[4]

## 寺宝
- 水戸光圀筆日蓮聖人像一幅[1]
- 日乾、日遠、日重筆曼陀羅[1]

## 交通アクセス
- 船堀駅より徒歩18分（経路案内）。
- 葛西駅より徒歩19分（経路案内）。